# Joel Mogorosi
Joel Mogorosi (ur. 2 sierpnia 1984 roku w Kanye) – botswański piłkarz grający na pozycji napastnika w klubie Gaborone United.